# Březí (Čachrov)
Březí (německy Birkau) je malá vesnice, část městyse Čachrov v okrese Klatovy v Plzeňském kraji. Nachází se v údolí Strážovského potoka na hranici Chráněné krajinné oblasti Šumava, zhruba 1,5 kilometru severozápadně od Čachrova. V roce 2011 zde trvale žilo 28 obyvatel. Po levé straně příjezdové cesty z Čachrova se nachází nevelký (cca 0,3 hektaru) rybník.

## Historie
První písemná zmínka o vesnici pochází z roku 1528.

## Obyvatelstvo
| Rok            | 1869 | 1880 | 1890 | 1900 | 1910 | 1921 | 1930 | 1950 | 1961 | 1970 | 1980 | 1991 | 2001 | 2011 | 2021 |
| -------------- | ---- | ---- | ---- | ---- | ---- | ---- | ---- | ---- | ---- | ---- | ---- | ---- | ---- | ---- | ---- |
| Počet obyvatel | 199  | 214  | 183  | 158  | 157  | 149  | 123  | 83   | 80   | 54   | 33   | 18   | 30   | 28   | 29   |
| Počet domů     | 23   | 25   | 23   | 22   | 23   | 22   | 22   | 26   | 18   | 16   | 11   | 14   | 15   | 17   | 17   |

## Obecní správa
Při sčítání lidu v letech 1850–1963 Březí bylo samostatnou obcí v okrese Klatovy. Od roku 1964 je částí městyse Čachrov v okrese Klatovy. V letech 1850–1929 k obci patřily Horní Němčice a Mladotice.

## Pamětihodnosti
- Kaplička na návsi (kulturní památka ČR)